# Golm (Usedom)
Der Golm ist eine 69 m ü. NHN hohe Erhebung auf der Insel Usedom im Osten des Landes Mecklenburg-Vorpommern. Er befindet sich im östlichen Teil der Insel in der Gemeinde Garz nahe dem Dorf Kamminke dicht an der deutsch-polnischen Grenze. Seit 1967 stehen der Golm und etwa 25 Hektar seiner unmittelbaren Umgebung unter Naturschutz. Der Name leitet sich von einem slawischen Wort für Hügel ab.
Im Zweiten Weltkrieg wurden nach dem amerikanischen Luftangriff auf das nahegelegene Swinemünde vom 12. März 1945 über 23.000 Opfer (oder zwischen 6.000 und 14.000 Opfer) in Massengräbern auf dem Golm bestattet; die meisten davon waren nach Beginn der Schlacht um Ostpreußen vor der Roten Armee aus der Provinz Ostpreußen geflüchtet. Davor wurde der Ort bereits als Soldatenfriedhof genutzt. Seitdem ist der Golm eine der größten Kriegsgräberstätten in Deutschland und die größte Gedenkstätte dieser Art in Mecklenburg-Vorpommern. Der Ort ist mit entsprechenden Einrichtungen zum Gedenken sowie zur Dokumentation ausgestattet und wird jährlich von etwa 30.000 bis 40.000 Menschen besucht.

## Naturhistorische und frühgeschichtliche Informationen

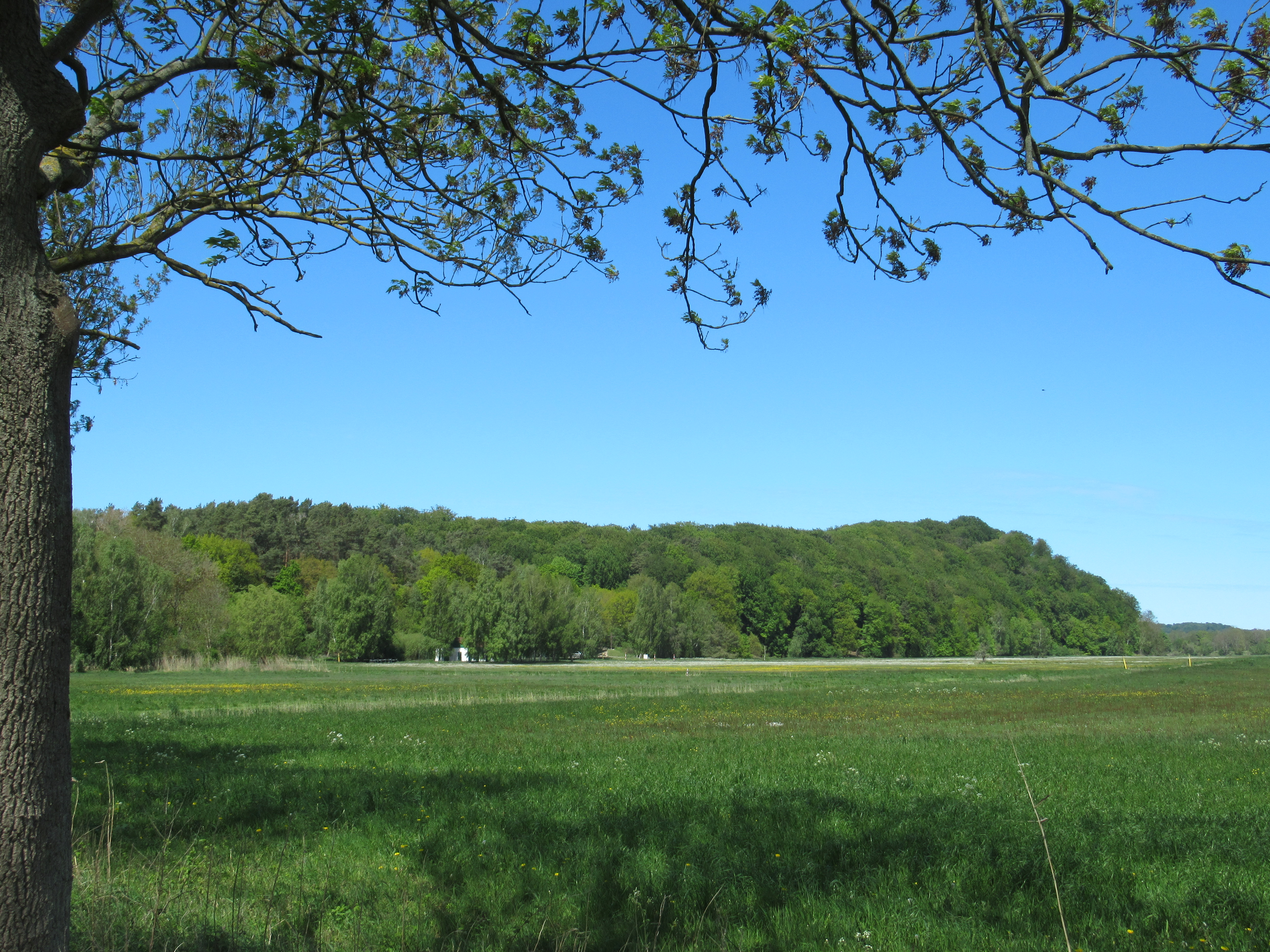
Golm von Südosten

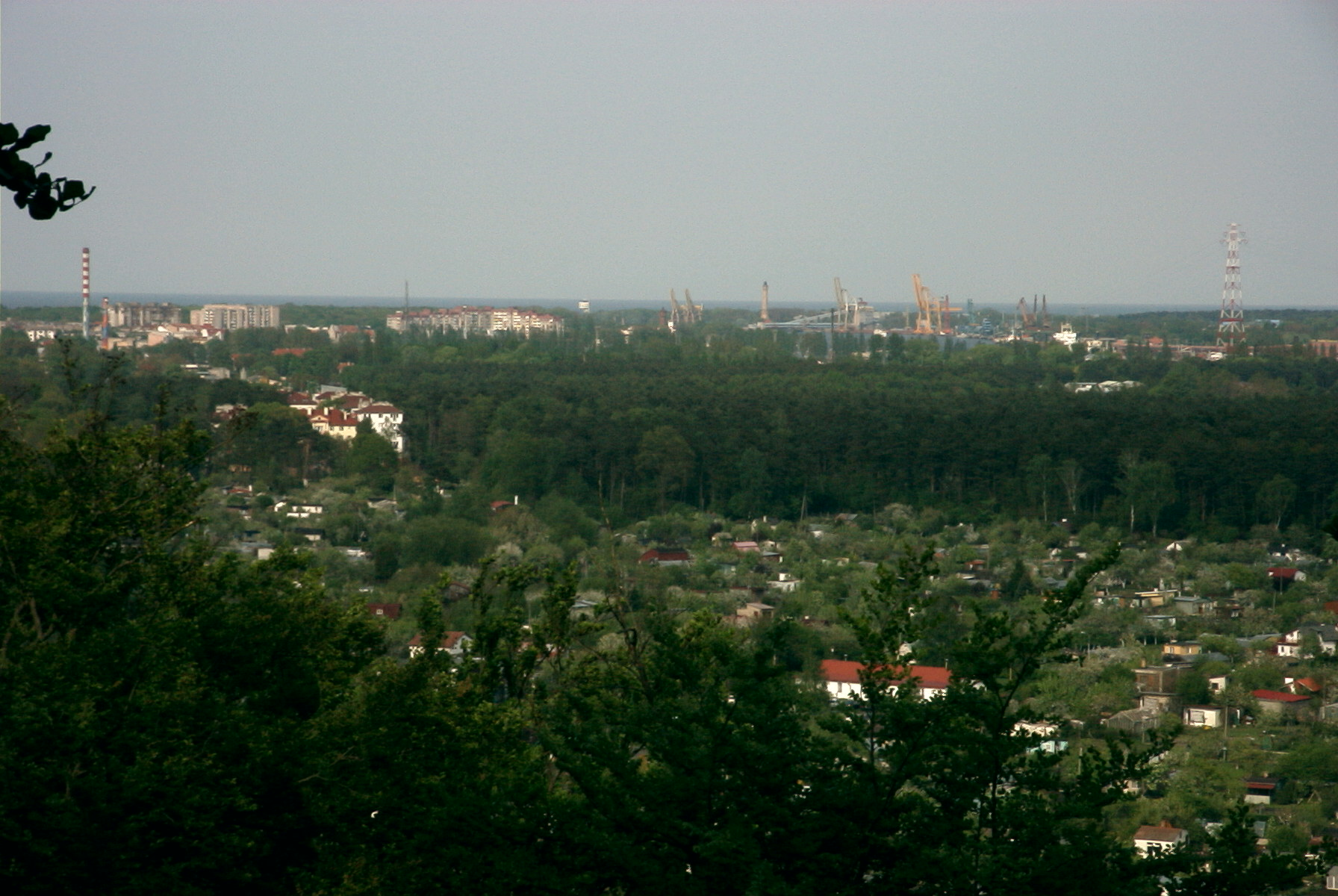
Aussicht vom Burgwall Golm nach Swinemünde

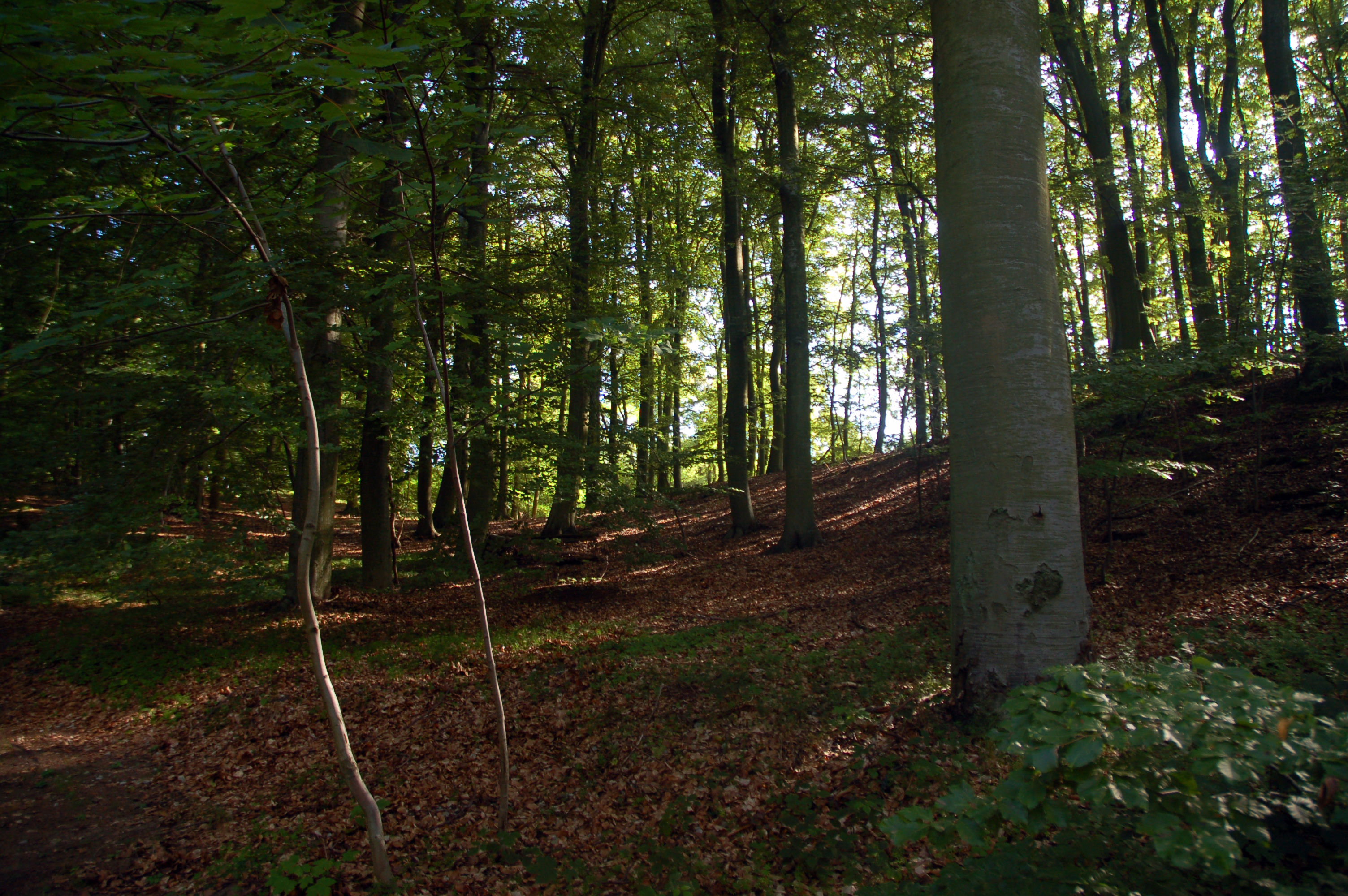
Wald am Golm

Der Golm ist entstanden als Teil einer Endmoräne beim Abschmelzen des Gletschereises in der Odermündung sowie durch Stauchungen durch spätere Eisvorstöße. Bis vor etwa 5.000 Jahren wurde der Berg noch von der Ostsee umspült, erst später wurde er allmählich vom Meer abgeschnitten. 1860 wurden bei Forstarbeiten eine Steinaxt und eine Tasse entdeckt, bereits 1892 wurden Hinweise auf einen bronzezeitlichen Burgwall auf dem Golm gefunden. Jungbronze- bis früheisenzeitlicher Burgwall mit dem Flurnamen „der Golm“. Als einer ihrer nördlichen Ausläufer repräsentiert der gut erhaltene Burgwall den Einfluss der Lausitzer Kultur. Er ist insgesamt gut erhalten, weist aber Schäden aus dem Zweiten Weltkrieg auf. Dort wurde an der Stelle der früheren Gaststätte eine Flakstellung gebaut, da hier der Aussichtspunkt auf Swinemünde ist. Vor dem Burgwall befindet sich noch eine Landwehr und südöstlich mehrere bronzezeitliche Hügelgräber.
Die Umgebung des Golm ist durch einen ausgedehnten Buchenwald mit entsprechender Flora und Fauna geprägt. So wurden am Golm und seiner Umgebung unter anderem Bruten von Wanderfalken, Seeadlern, Wespenbussarden, Wiedehopfen und Raufußkauzen nachgewiesen. Nach 1990 wurde darüber hinaus der Uhu wieder angesiedelt. Zu den hier zu findenden Pflanzen zählen unter anderem Schwingelgräser, das Christophskraut und die Zwiebeltragende Zahnwurz. Seit 1967 ist der Golm mit seiner unmittelbaren Umgebung ein Naturschutzgebiet.
Die Quellen am Nordhang des Golms wurden bis zum Zweiten Weltkrieg von einem Swinemünder Unternehmen zur Mineralwasserproduktion genutzt.

## Jüngere Geschichte des Ortes

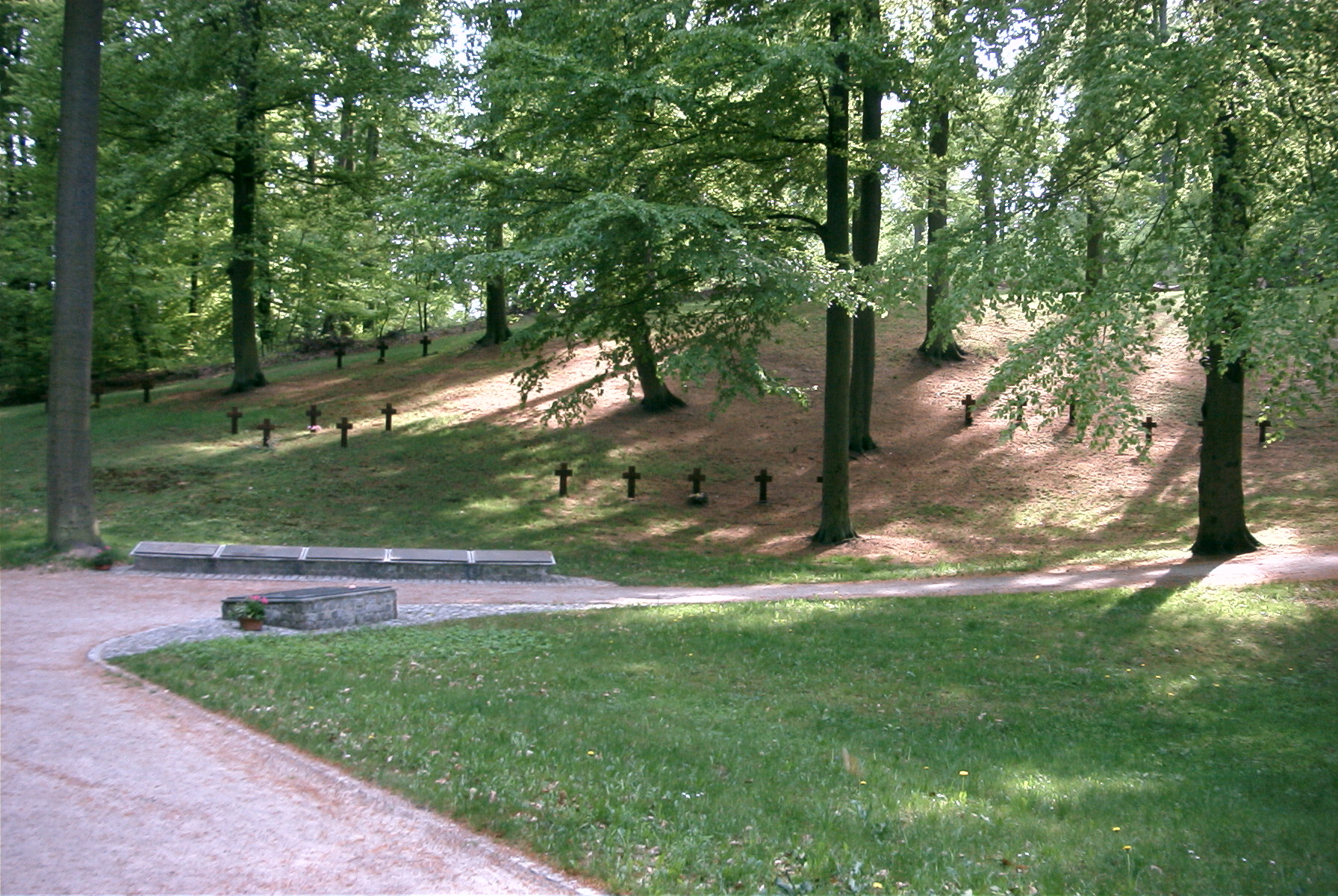
Grabfeld in Gedenkstätte Golm – links Namenstafel

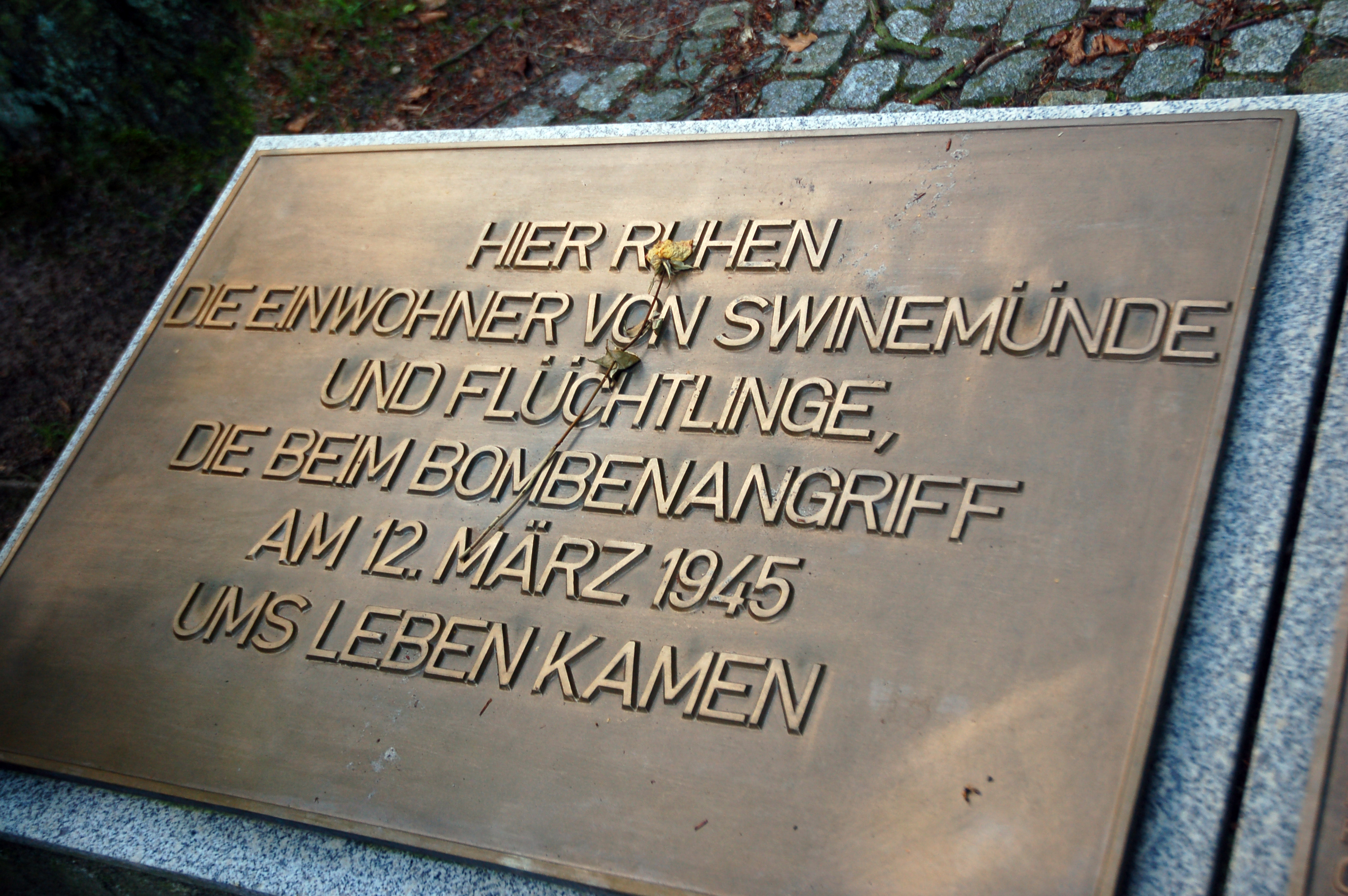
Gedenktafel für die Opfer des Bombenangriffs auf Swinemünde

Der Golm war etwa ab der Mitte des 19. Jahrhunderts ein beliebtes Ausflugsziel für die Einwohner der nahegelegenen, heute zu Polen gehörenden Stadt Swinemünde. In der Folge entstanden in seiner Umgebung entsprechende gastronomische Einrichtungen, wie etwa ein Restaurant mit dem Namen „Onkel Thoms Hütte“, ein Aussichtsturm sowie Denkmale für die Gefallenen der damaligen Kriege. 1852 wurde der Golm durch eine befestigte Straße erschlossen, 1880 entstand ein Bahnhaltepunkt an der Bahnlinie von Swinemünde nach Berlin.

## Kriegsgräberstätte Golm

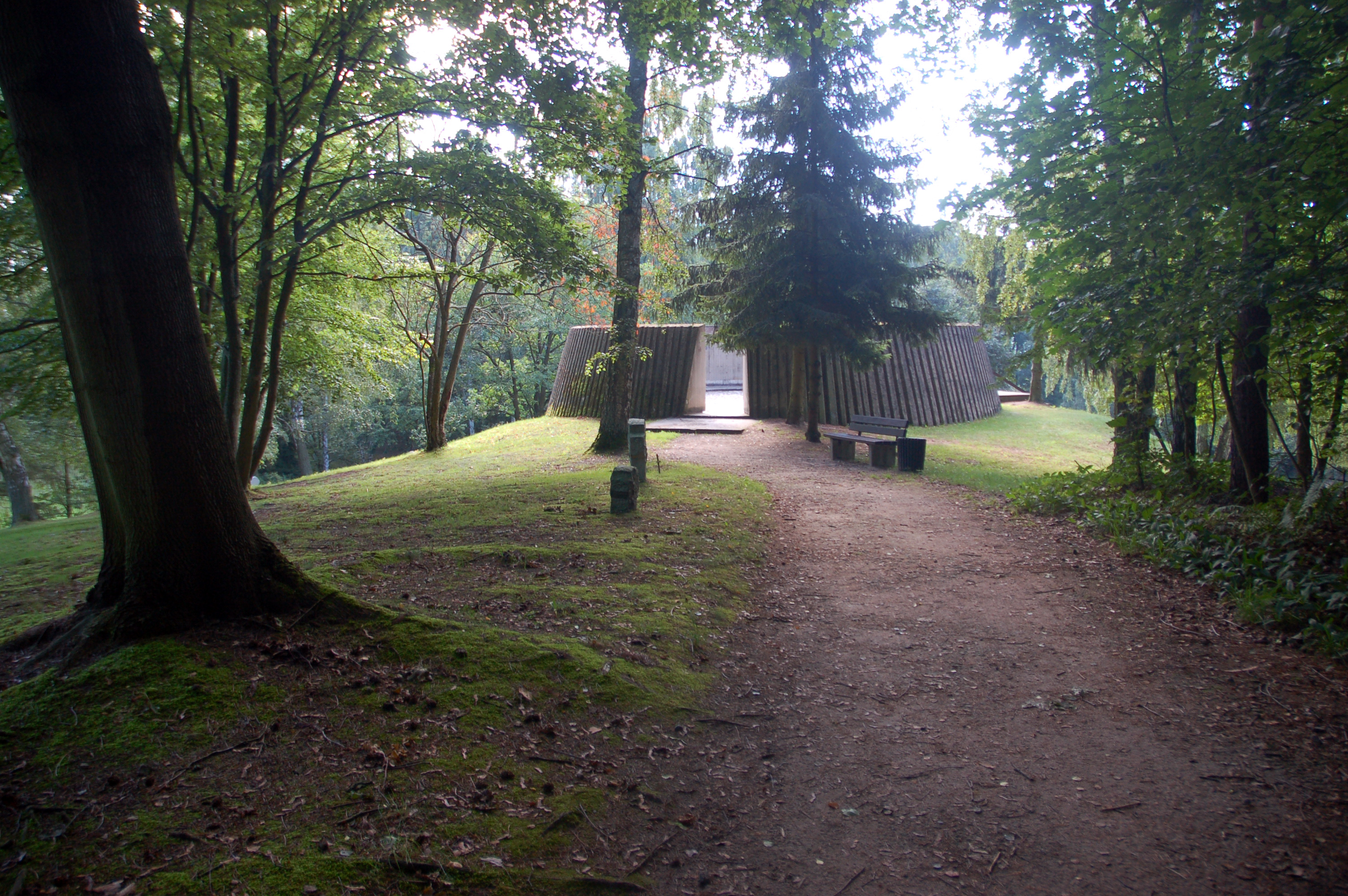
Blick auf den zentralen Ringbau der Gedenkstätte

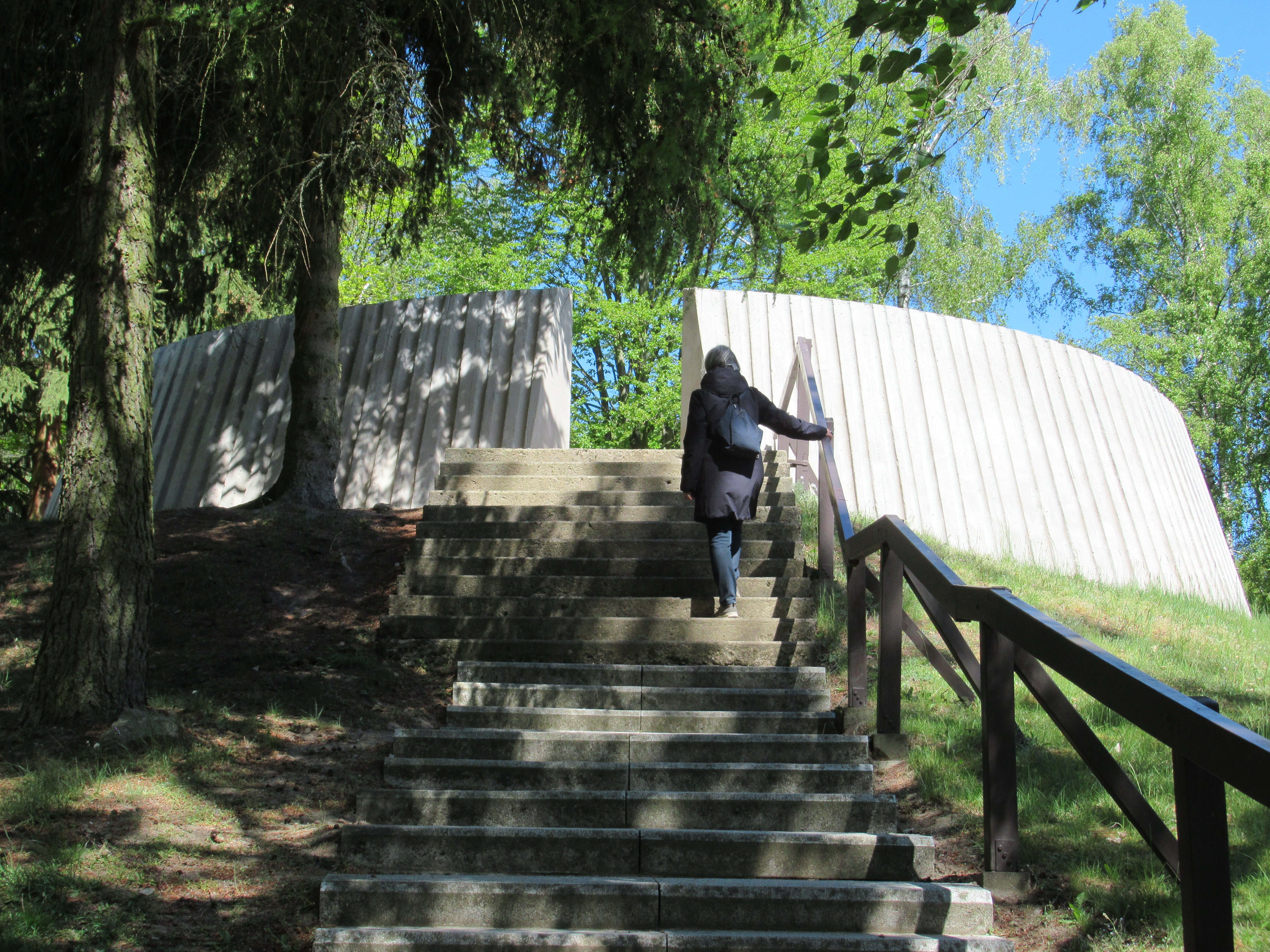
Aufgang zum Ringbau

Während des Zweiten Weltkrieges wurde 1943 damit begonnen, den Golm unter der Bezeichnung Ehrenfriedhof Swinemünde-Golm als Soldatenfriedhof zu nutzen. Beigesetzt wurden zunächst Soldaten der in Swinemünde stationierten Marineeinheiten, darunter 51 Mann der Besatzung des am 4. Februar 1944 nördlich Swinemünde gesunkenen U-Bootes U 854 und anderer Kriegsschiffe. Zusätzlich zum Marinefriedhof entstanden kurze Zeit später Begräbnisstätten auch für Soldaten des Heeres, die im Swinemünder Lazarett oder auf Transporten mit Lazarettschiffen verstorben waren. Auch Luftwaffenangehörige des nahegelegenen Fliegerhorstes Garz fanden hier ihre letzte Ruhestätte. Etwa 3.000 bis 4.000 Soldaten sollen auf dem Golm beerdigt worden sein

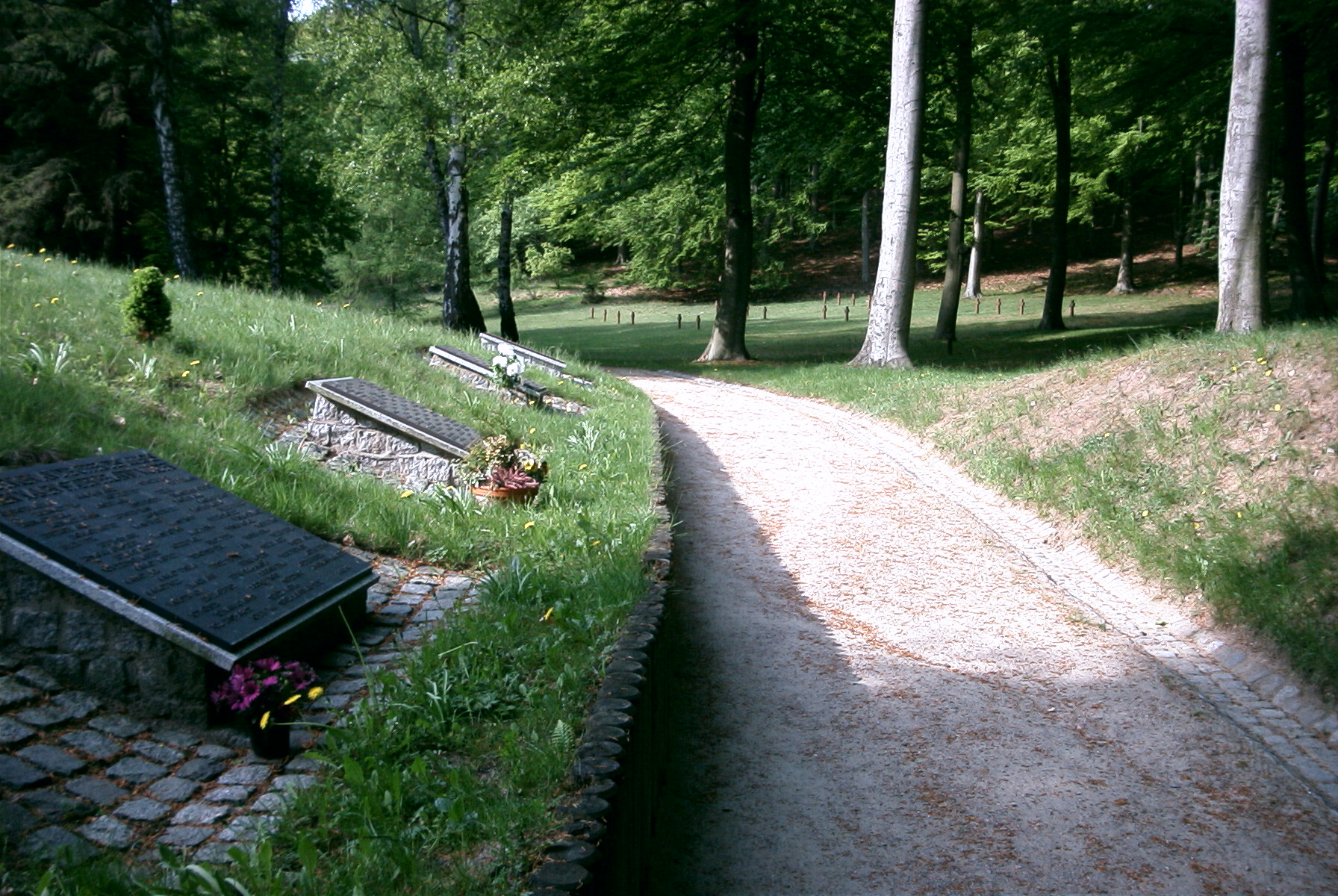
Namenstafeln in der Gedenkstätte Golm

In den Mittagsstunden des 12. März 1945 kam es zu einem amerikanischen Bombenangriff auf die Stadt Swinemünde, die zu diesem Zeitpunkt mit Soldaten und Flüchtlingen überfüllt war. Bei diesem Angriff verloren mehr als 4.000 Menschen ihr Leben, unbestätigte Schätzungen vermuteten sogar bis zu 23.000 Tote. Die vielen nicht identifizierbaren Toten wurden anonym in Massengräbern auf dem Golm beerdigt ("Friedhof der Unbekannten"), zunächst nur von 432 waren die Namen bekannt. Diese erhielten Einzelbestattungen in terrassenförmig angelegten Reihengräbern. Am 25. März 1945 fand die Trauerfeier statt, Landrat Flörke hielt eine Ansprache. Von bisher 237 weiteren auf dem Golm Bestatteten konnten durch Nachforschungen nach 1990 die Namen ermittelt werden. Für sie wurden vier Gedenktafeln eingeweiht. Bis 2020 waren 1.667 Opfer namentlich bekannt
Am 12. März 1992 wurde die Interessengemeinschaft Gedenkstätte Golm e. V. gegründet. Ziel des Vereins war der Einsatz für die Erhaltung und würdige Gestaltung des Kriegsopferfriedhofes. Seit März 2000 ist der Volksbund Deutsche Kriegsgräberfürsorge Träger der Gedenkstätte und führt die damit verbundenen Aufgaben aus. Am 13. März 2005 wurde vom Volksbund in der ehemaligen Kamminker Dorfschule eine Internationale Jugendbegegnungsstätte eröffnet. Die Interessengemeinschaft sah mit der nach 1990 erfolgten Gestaltung der Gedenkstätte, der Übernahme der Trägerschaft durch den Volksbund sowie der Weiterführung ihrer Arbeit durch die Jugendbegegnungsstätte ihre satzungsmäßigen Aufgaben als erfolgreich erfüllt an und beschloss am Volkstrauertag 2005 ihre Auflösung.

## Mahn- und Gedenkstätte

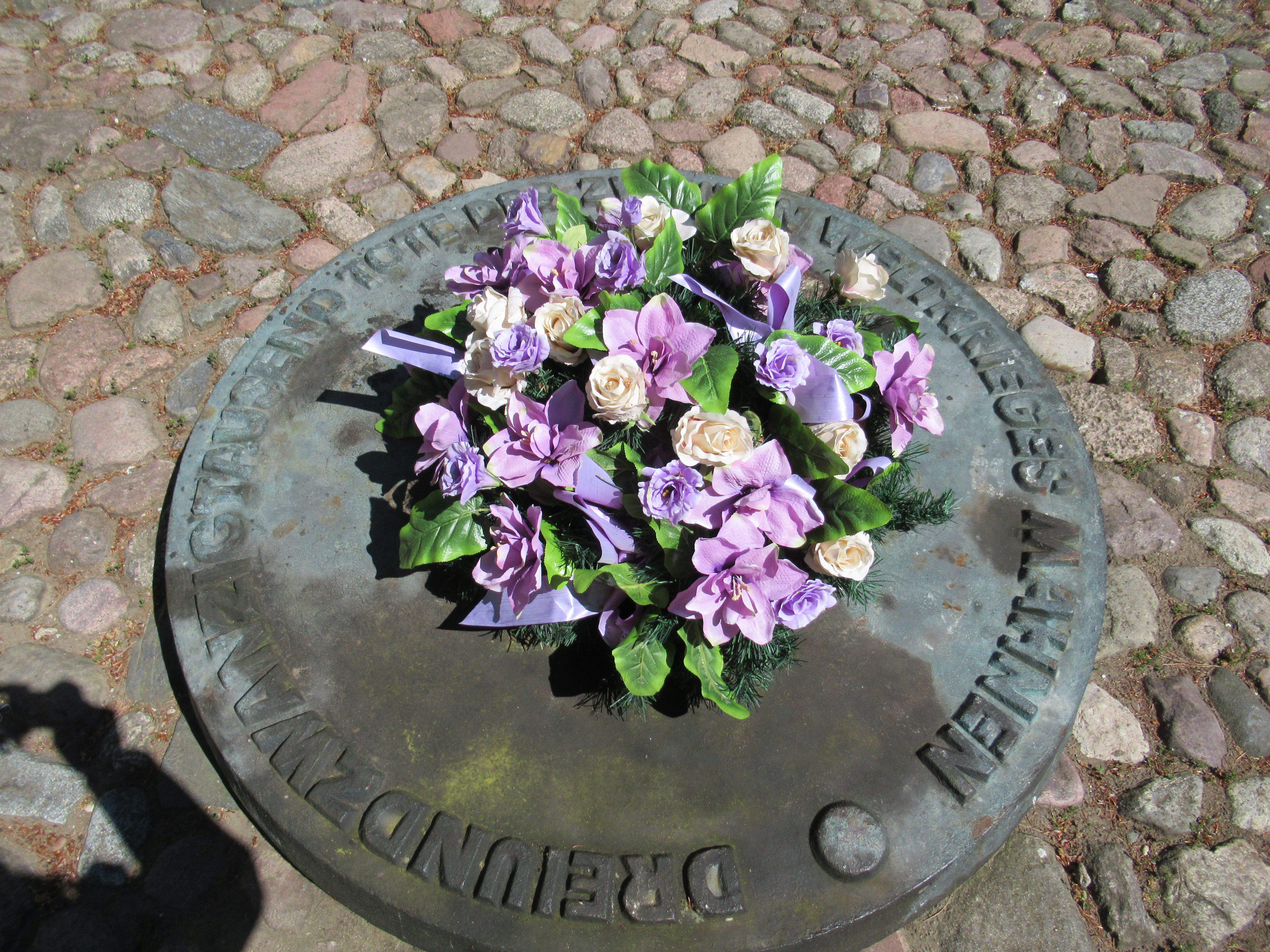
Bodentafel im Ringbau 23000 Tote

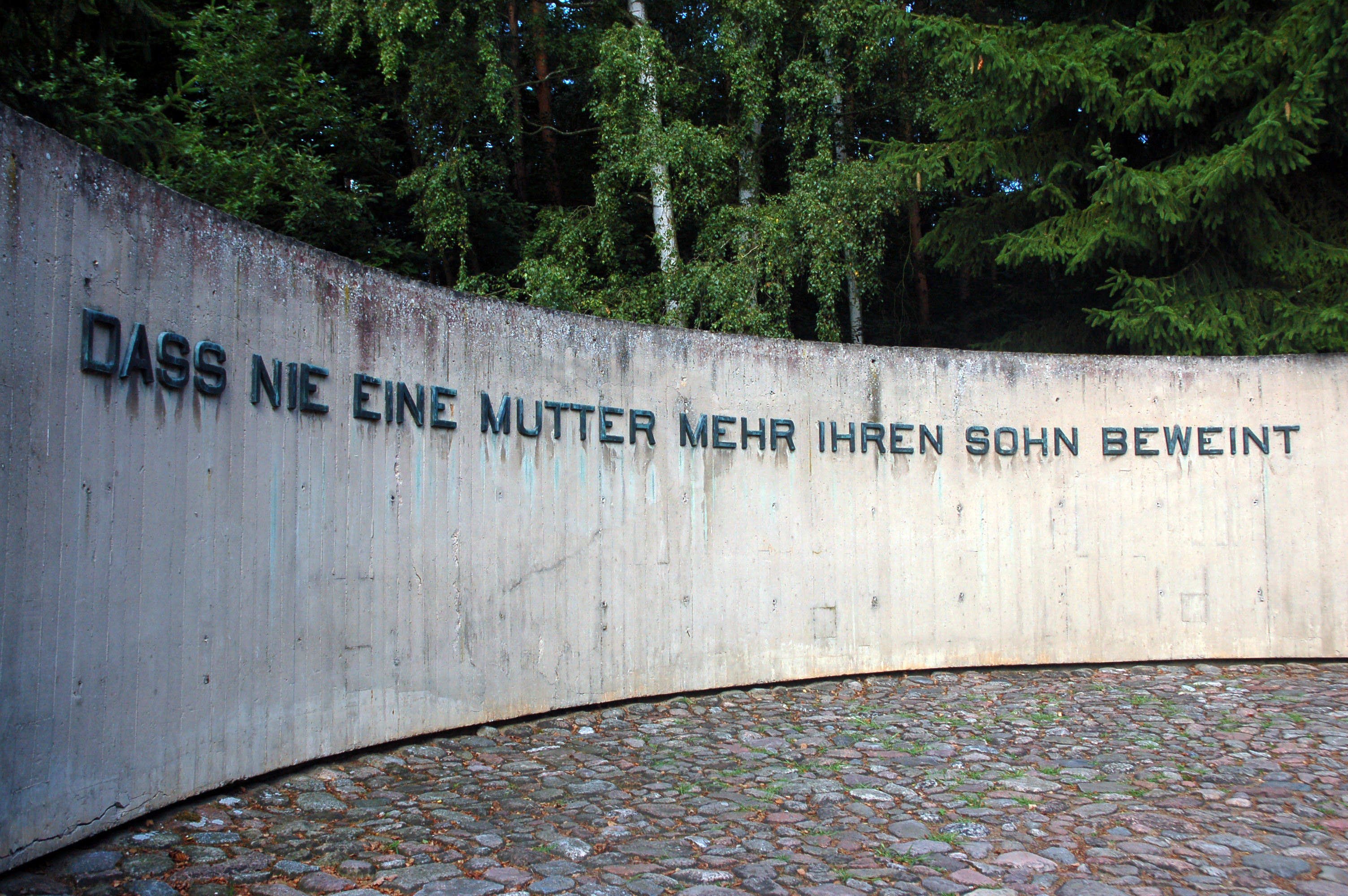
Ein Teil der Innenseite des Zentralbaus

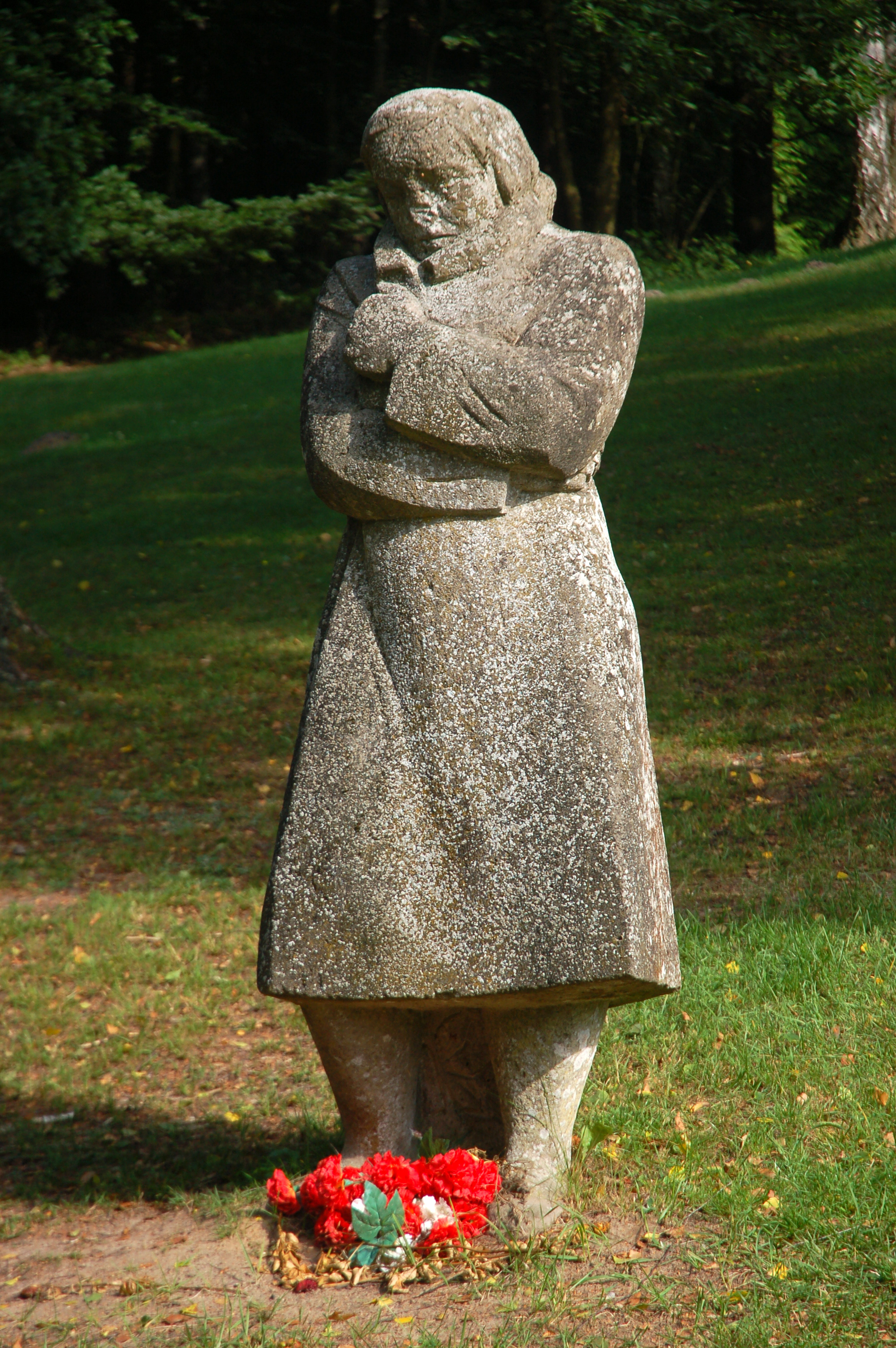
„Die frierende Frau im Soldatenmantel“

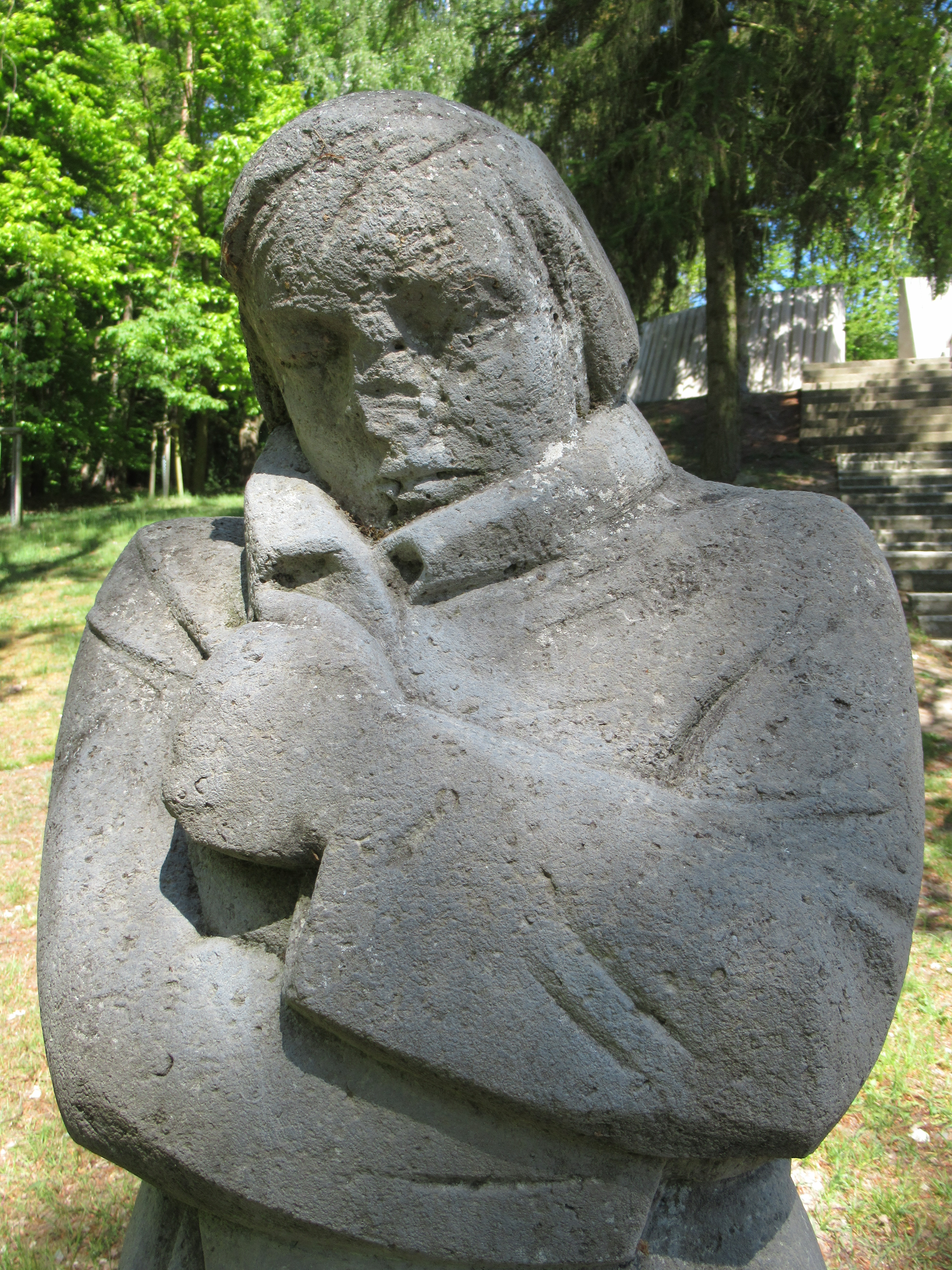
Gesicht der Frau zerstört (2019)

Unmittelbar nach dem Krieg scheiterten zunächst verschiedene Bemühungen von kirchlicher und privater Seite zu einer entsprechenden Gestaltung des Ortes, der in staatlichem Besitz war. Bis 1950 war die Anlage bereits teilweise verwildert. Einzelgräber mit Opfern der Luftangriffe wurden zunächst respektiert, aber das Gelände der Massengräber sowie der Marine- und der Soldatenfriedhof „forstwirtschaftlicher Nutzung“ mit Anlage von Kiefern-Schonungen unterworfen. 1955 seien die Massengräber bereits verschwunden gewesen. Ein am 9. April 1954 aufgestelltes 13 Meter hohes Holzkreuz auf dem höchsten Punkt des Golm wurde in der Nacht von Mittwoch, dem 14. auf den 15. April durch „unbekannte Täter“ zerstört. Der Antrag auf Wiedererrichtung wurde abgelehnt. Die vom Bansiner Bildhauer Rudolf Leptien 1952 geschaffene Statue „Die frierende Frau im Soldatenmantel“ wurde gar nicht erst aufgestellt. Von offizieller Seite wurde hierzu erklärt: „Die nichtvollendete Plastik sagt wenig aus.“ Leptien flüchtete nach West-Berlin. Der Golm kam in die Verantwortung des Rats des Kreises Wolgast, der sich um die Pflege der Anlage kümmern musste. Unter den Gärtnern befand sich auch der Kommunist Richard Döring aus Kamminke. Auf sein Bestreben hin wurde die Skulptur 1984 an der vorgesehenen Stelle ohne Genehmigung der Behörden aufgestellt. 1967 wurden unter Regie der Kirche eine Anzahl Kreuze und Namenstafeln aus Granit auf dem Friedhofsteil mit den Gräbern von Bombenopfern errichtet. 1969 hat man diese abgeräumt und jede „individuelle Grabgestaltung“ aufgehoben.
1968 wurde der Rostocker Bildhauer Wolfgang Eckardt mit dem Bau eines „Mahnmals gegen Krieg und Faschismus“ beauftragt. Seinen Vorschlägen folgend wurden die vier bis dahin getrennten Friedhöfe durch entsprechende Rasenflächen gestalterisch vereinigt. An zentraler Stelle auf dem Berg entstand ein zweigeteilter Rundbau aus Beton von mehreren Metern Durchmesser, der 1973 baulich abgeschlossen, aber nie fertiggestellt wurde. Dieser ist begehbar und trägt auf einer zentralen, runden, metallenen Bodenplatte die Inschrift „DREIUNDZWANZIGTAUSEND TOTE DES ZWEITEN WELTKRIEGES MAHNEN“ sowie an der Innenseite der Betonmauer den Schriftzug „Dass nie eine Mutter mehr ihren Sohn beweint“. Auf ein geplantes Relief wurde, sowohl aus finanziellen als auch aus künstlerischen Gründen, verzichtet. Die Inschrift wurde am 3. September 2009 von Unbekannten gewaltsam entfernt. Der Volksbund hatte daraufhin im Februar 2010 neue, bronzefarbene Buchstaben aus Kunststoff anbringen lassen. Auch diese wurden am 27. Juni 2010 von bislang unbekannten Tätern entfernt. Ähnlich war es mit den Namenstafeln – auch sie wurden gestohlen und durch für Buntmetalldiebe uninteressante Platten aus Kunststoff mit einer silbernen Folierung ersetzt.
Ab 1995 wurde die Gestaltung des Geländes durch zusätzliche Elemente ergänzt. So wurden um den Rundbau verschiedene Kreuze aus Granit und Holz sowie Bronzetafeln mit den bekannten Namen von hier beerdigten Toten aufgestellt. Darüber hinaus wurde ein Schaukasten am Beginn des Aufgangs zur Gedenkstätte sowie ein Informationsgebäude mit Informationen zur Geschichte des Ortes errichtet.
Eine Granitstele am Zugangsweg trägt eine Tafel mit folgender Inschrift: "DER GOLM EINST BELIEBTES AUSFLUGSZIEL JETZT RUHESTÄTTE VIELER TAUSEND OPFER DES BOMBENANGRIFFS AM 12. MÄRZ 1945 AUF SWINEMÜNDE. VERGEBEN DOCH NICHT VERGESSEN - WIR GEDENKEN DER TOTEN". DIE HEIMATGEMEINSCHAFT DER SWINEMÜNDER. 12. MÄRZ 1995. TAFEL ENTHÜLLT 2010". Der Originaltext von 1995 hatte gelautet: "DER GOLM EINST BELIEBTES AUSFLUGSZIEL JETZT RUHESTÄTTE DER MEHR ALS 20000 OPFER DES BOMBENANGRIFFS AUF SWINEMÜNDE. EINE STADT SANK IN TRÜMMER. VERGEBEN DOCH NICHT VERGESSEN. WIR GEDENKEN DER TOTEN. DIE HEIMATGEMEINSCHAFT DER SWINEMÜNDER. 12. MÄRZ 1995"
Die Inschrift auf einer Bodentafel lautet: "WIR GEDENKEN DER VIELEN UNBEKANNTEN TOTEN, DIE AM 12. MÄRZ 1945 IN SWINEMÜNDE UMS LEBEN KAMEN UND HIER IN SAMMELGRÄBERN DER ERDE ÜBERGEBEN WURDEN. SORGT IHR, DIE IHR NOCH IM LEBEN STEHT, DASS FRIEDEN BLEIBE. GEDENKT AUCH DER SOLDATEN, FLÜCHTLINGE UND EINWOHNER DER STADT SWINEMÜNDE, DIE BEIM BOMBENANGRIFF AM 12. MÄRZ 1945 DEN TOD FANDEN UND UNTER DEN TRÜMMERN DER STADT BEGRABEN LIEGEN.
Die Zahl der Kriegsopfer auf dem Golm ist umstritten. Bis Anfang des neuen Jahrtausends herrschte weitgehend Konsens darüber, dass dort etwa 23.000 Tote ruhen: 20.000 Bombentote und 3.000 Soldaten
Der Golm ist neben dem Waldfriedhof Halbe im Land Brandenburg, auf dem rund 28.000 Opfer des Zweiten Weltkrieges bestattet wurden, eine der größten Kriegsgräberstätten in Deutschland. Die Zahl der Besucher beträgt etwa 30.000 bis 40.000 Menschen pro Jahr. Jährlich am 12. März und am Volkstrauertag finden am Golm Gedenkveranstaltungen statt. Der Jugendbegegnungs- und Bildungsstätte Golm in Kamminke wurde 2009 ein Wandernagelkreuz von Coventry verliehen, das später wahrscheinlich von der Katholischen Kirchengemeinde Stella Maris in Swinemünde übernommen wird.